# Nou Moles
Nou Moles és un barri de la ciutat de València, situat a l'oest, al districte de l'Olivereta. Forma un romboide entre els barris de Patraix, Tres Forques, Campanar, Soternes i la Petxina. Limita al sud amb l'avinguda del Cid, al nord amb el Jardí de Túria i el passeig de la Petxina, a l'oest amb el carrer del Nou d'Octubre, i a l'est amb l'avinguda de Benito Pérez Galdós.
El barri concentra importants serveis i instal·lacions municipals, com l'antiga Presó Model de València per a homes i per a dones, el parc de l'Olivereta, la central elèctrica de Nou Moles, una oficina de correus, el CP Doctor Barcia i unes facilitats esportives.

## Transport
El barri se situa entre l'avinguda del Cid, que comunica amb l'interior i Madrid, i les rondes de circumval·lació tercera segona i tercera (Ronda Sud de València). El passeig de la Petxina el connecta amb el centre.
Les línies 3, 7, 17, 20, 29, 70, 73, 81, 89, 90, 95 i el nitbús N10 de l'EMT de València serveixen el barri. A més a més, té dues estació de metro a l'avinguda al sud del barri, l'estació de l'Avinguda del Cid i l'estació del Nou d'Octubre.